# Luísa de Bourbon-Montpensier
Luísa de Bourbon-Montpensier (c. 1482 — 5 de julho de 1561) foi duquesa de Montpensier e delfina da Auvérnia por direito próprio (suo jure). Através de seu segundo casamento com Luís de Bourbon, Príncipe de La Roche-sur-Yon, ela foi a tataravó da herdeira Ana Maria Luísa de Orleães, conhecida como a Grande Mademoiselle, prima do rei Luís XIV de França.

## Família
Luísa era a filha primogênita do conde Gilberto de Bourbon-Montpensier e de Clara Gonzaga.
Os seus avós paternos foram Luís I de Montpensier e Gabriela de La Tour de Auvérnia. Os seus avós maternos foram Frederico I Gonzaga, Marquês de Mântua e Margarida da Baviera.
Ela teve cinco irmãos mais novos: Luís II de Montpensier, Carlos III de Bourbon, marido de Susana de Bourbon, Francisco, Renata, esposa do duque António da Lorena, e Ana.

## Biografia
Em 17 de julho de 1499, na comuna de Saint-Pierre-le-Moûtier, Luísa, com cerca de 17 anos, se casou com André IV de Chauvigny, senhor de Chauvigny e de Châteauroux, e visconde de Brosse. Ele era filho de Francisco de Chauvigny, senhor de Châteauroux e de Joana de Laval, senhora de Retz e de la Suse. Eles não tiveram filhos, e o casamento durou até a morte de André, em 14 de janeiro de 1502.
Em 21 de março de 1504, Luísa se casou o seu primo, o príncipe Luís de Bourbon, em Moulins. Ele era filho de João II de Bourbon, conde de Vêndome, e de Isabel de Beauvau, senhora de Champigny-sur-Veude e de La Roche-sur-Yon. Juntos, o casal teve três filhos: Luís, Carlos e Susana.
Devido ao fato de que os seus três irmão morreram sem filhos, Luísa se tornou a herdeira do condado de Montpensier e do delfinato da Auvérnia. Contudo, os estados tinham sido confiscados pelo rei Francisco I de França (graças a instigação de sua mãe, Luísa de Saboia, Duquesa de Nemours) quando o seu irmão, Carlos III de Bourbon, Condestável da França, formou uma aliança com o imperador Carlos V do Sacro Império Romano-Germânico.
Em 17 de janeiro de 1530, Luísa se tornou duquesa de Châtellerault, condessa de Forez e baronesa de Beaujeu, os quais formavam parte da herança do irmão Carlos. Contudo, os títulos foram revogados pelo rei em janeiro de 1532. Ela conseguiu recuperar o condado de Montpensier, que foi então transformado em ducado. Luísa foi investida como duquesa de Montpensier, delfina da Auvérnia e baronesa de La Tour e de la Bussière pelo rei Francisco I, em fevereiro de 1538.
A duquesa faleceu em 5 de julho de 1561, e foi enterrada na Santa Capela de Champigny-sur-Veude. 

## Descendência
- Luís de Bourbon, Duque de Montpensier (10 de junho de 1513 – 23 de setembro de 1582), sucessor da mãe no ducado. Foi primeiro casado com Jaqueline de Longwy, com quem teve seis filhos, e depois foi marido de Catarina de Guise. Através do primeiro casamento, foi pai de Francisco de Bourbon-Montpensier, bisavô de Ana Maria Luísa de Orleães;
- Carlos (1515 – 10 de outubro de 1565), príncipe de Roche-sur-Yon e duque de Beaupréau. Foi marido de Filipa de Montespedon, Première dame d'honneur da rainha Catarina de Médici, com quem teve dois filhos;
- Susana (1508 – fevereiro de 1570), foi a segunda esposa de Cláudio I de Rieux, conde de Harcourt e Aumale, com quem teve dois filhos;